# Booneschans
Booneschans est un hameau qui fait partie de la commune d'Oldambt dans la province néerlandaise de Groningue.

## Histoire
Le hameau est situé sur le site où un retranchement a été construit par les troupes espagnoles en 1584. Il s'agissait de sécuriser la région de Groningue pendant la guerre de quatre-vingts ans. Le premier retranchement ne devait pas être très visible : il apparaît bien sur une carte de Cornelius Adgerus de 1587 mais plus sur la carte dessinée par Autonius Brunij du nord du Westerwolde en 1590, ni sur les cartes dessinées du début du XVIIe siècle. 
Lors de la construction d'Oudeschans par les troupes d'État en 1593, le retranchement existant a vraisemblablement été rétabli. Selon une carte de 1686, le "De Booneschans ...". anno 1593 ontrent Dunebroeckster-zijll a été construit. L'un des responsables des travaux à Oudeschans était le député frison Albert Everts Boner de Leeuwarden. Sur cette base, on soupçonne que le retranchement a été nommé d'après lui. Le nom apparaît depuis 1627 sous le nom de Bone schans, 1634 sous le nom de Booner Schans, 1672 Bone schans, 1673 Boone-Schans, 1674 Bonner Schans. 
Cependant, il n'est pas totalement exclu que le retranchement tire son nom d'un des villages voisins Boen ou Bunde. 
Le Booneschans était un retranchement de digue, situé sur le Hamdijk, la première digue construite vers 1544 le long du bosquet de la Dollard et appelée Altendeich (Oudedijk) en Allemagne. Le retranchement était situé près de l'endroit où la Moersloot ou Lethe se jetait dans la Dollard via une écluse tubulaire (zijl). On ne sait pas exactement à quoi ressemblait ce retranchement. La carte de Cornelius Adgerus montre - comme les images ultérieures - une redoute rectangulaire ou un retranchement de campagne avec quatre demi-bastions aux coins. Un grand bâtiment est représenté au centre. En 1627, l'ingénieur Mathijs van Voort dessine également un retranchement de construction irrégulière avec quatre demi-bastions, directement à l'ouest de la Dünebroekerzijl. Après le déplacement de la digue de Dollard vers le nord en raison de l'endiguement de Bunderneuland en 1605, l'importance stratégique du retranchement a diminué. Ses fonctions ont été partiellement reprises par la construction du Langakker ou Nieuweschans en 1628. 
Cette dernière année, il était encore prévu d'aménager le retranchement en forteresse, mais ces projets n'ont jamais été réalisés. Le retranchement a obtenu un bastion supplémentaire. Une carte de Lambert van den Bosch de 1675 montre les Booneschans comme une corne faisant face à l'Allemagne avec deux bastions fermés et un reduit en pierre au milieu. Lors de l'avancée de Bernhard von Galen dans Groningue en 1672 (voir Gronings Ontzet, le retranchement fut abandonné par les troupes néerlandaises et repris au printemps suivant par Carl von Rabenhaupt. Lors des marées de tempête, l'Hamdijk s'est brisé en plusieurs endroits. L'une de ces brèches a créé un col dans lequel se situe une partie du bastion sud des Boones.

## Source
- (nl) Cet article est partiellement ou en totalité issu de l’article de Wikipédia en néerlandais intitulé « Booneschans (plaats) » (voir la liste des auteurs).